# نیروهای مسلح فرانسه
نیروهای مسلح فرانسه (به فرانسوی: Forces armées françaises) از پنج شاخهٔ اصلی؛ نیروی زمینی، نیروی هوایی، نیروی دریایی، گارد ملی و ژاندارمری تشکیل می‌شود. فرماندهی کل این نیروها برعهده رئیس‌جمهور فرانسه است. رئیس‌جمهور از عالی‌ترین اختیارات در زمینه مسائل نظامی برخوردار است و تنها مقامی‌ست که می‌تواند دستور حمله اتمی را صادر کند.

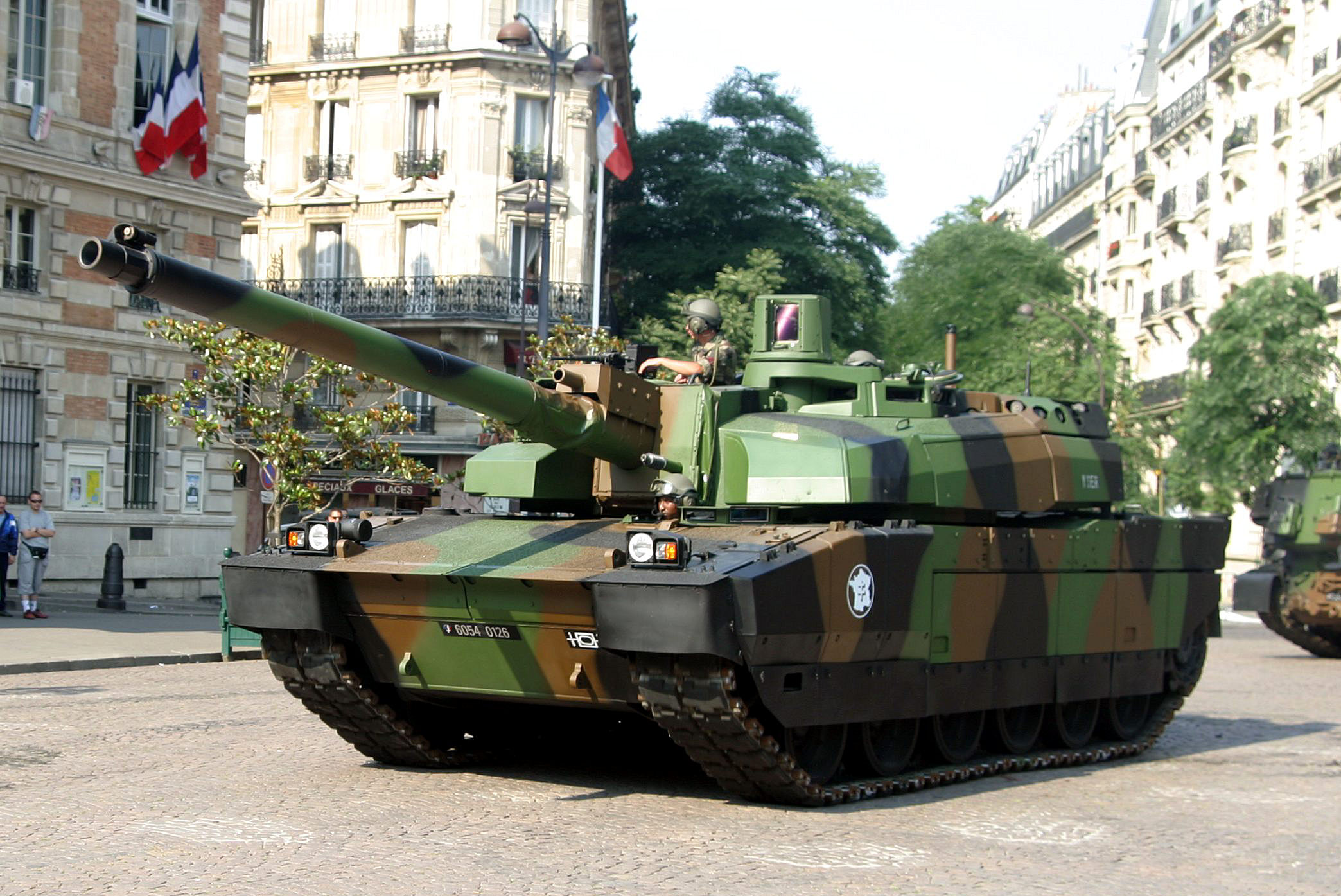
لکلر تانک اصلی میدان نبرد ارتش فرانسه

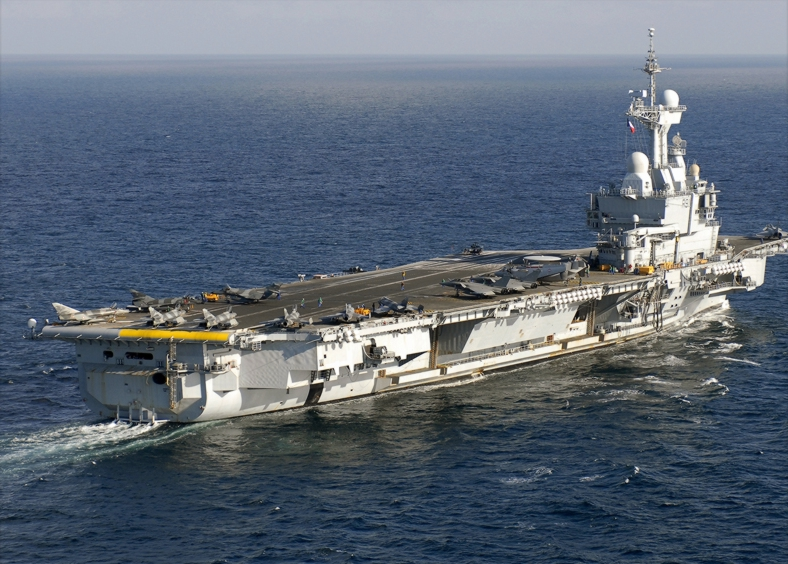
ناو هواپیمابر اتمی شارل دوگل

بر اساس تحقیقات نیال فرگوسن تاریخ‌دان انگلیسی ارتش فرانسه را می‌توان موفق‌ترین نیروی نظامی در تاریخ اروپا دانست. فرانسوی‌ها از سال ۳۸۷ میلادی تاکنون در ۱۶۸ نبرد جنگیده‌اند که از این میان ۱۰۹ جنگ با پیروزی آنان به پایان رسیده، در ۴۹ جنگ شکست خورده‌اند و ده جنگ نیز با تساوی خاتمه یافته‌است. همچنین از سال ۱۴۹۵ میلادی تاکنون ۱۲۵ جنگ مهم در اروپا اتفاق افتاده که فرانسوی‌ها در پنجاه تای آن‌ها شرکت داشته‌اند.